# Жуліано Беллетті
Жуліано Беллетті (порт. Juliano Belletti, нар. 20 червня 1976, Каскавел) — колишній бразильський футболіст, захисник.

## Клубна кар'єра
У дорослому футболі дебютував 1994 року виступами за «Крузейру», в якому провів три сезони, взявши участь у 22 матчах чемпіонату.
Своєю грою за цю команду привернув увагу представників тренерського штабу клубу «Сан-Паулу», до складу якого приєднався 1995 року. Відіграв за команду із Сан-Паулу п'ять сезонів своєї ігрової кар'єри, крім того сезон 1999 року провів на правах оренди у «Атлетіко Мінейру».
Згодом з 2002 по 2011 рік грав у складі«Вільярреала», «Барселони», «Челсі» та «Флуміненсе». Протягом цих років двічі виборював титул чемпіона Іспанії, став дворазовим володарем Суперкубка Іспанії з футболу, дворазовим володарем Кубка Англії, чемпіоном Англії та переможцем Ліги чемпіонів УЄФА. Автор переможного голу "Барселони" у фіналі Ліги Чемпіонів 2006 року. 
Завершив професійну ігрову кар'єру у нижчоліговому клубі «Сеара», за який недовго виступав 2011 року.

## Виступи за збірну
2001 року дебютував в офіційних матчах у складі національної збірної Бразилії. Протягом кар'єри у національній команді, яка тривала 5 років, провів у формі головної команди країни 24 матчі, забивши 2 голи.
У складі збірної був учасником розіграшу Кубка Америки 2001 року у Колумбії, чемпіонату світу 2002 року в Японії і Південній Кореї, здобувши того року титул чемпіона світу та розіграшу Кубка Конфедерацій 2003 року у Франції.

## Досягнення
- Чемпіон Іспанії:

«Барселона»: 2004-05, 2005-06
- Володар Суперкубка Іспанії:

«Барселона»: 2005, 2006
- Володар Кубка Англії:

«Челсі»: 2008-09, 2009-10
- Чемпіон Англії:

«Челсі»: 2009-10
- Володар Суперкубка Англії:

«Челсі»: 2009
- Переможець Ліги чемпіонів УЄФА:

«Барселона»: 2005-06
- Чемпіон світу:

Бразилія: 2002